# Schistocerca
Schistocerca är ett släkte av insekter. Schistocerca ingår i familjen gräshoppor.

## Bildgalleri

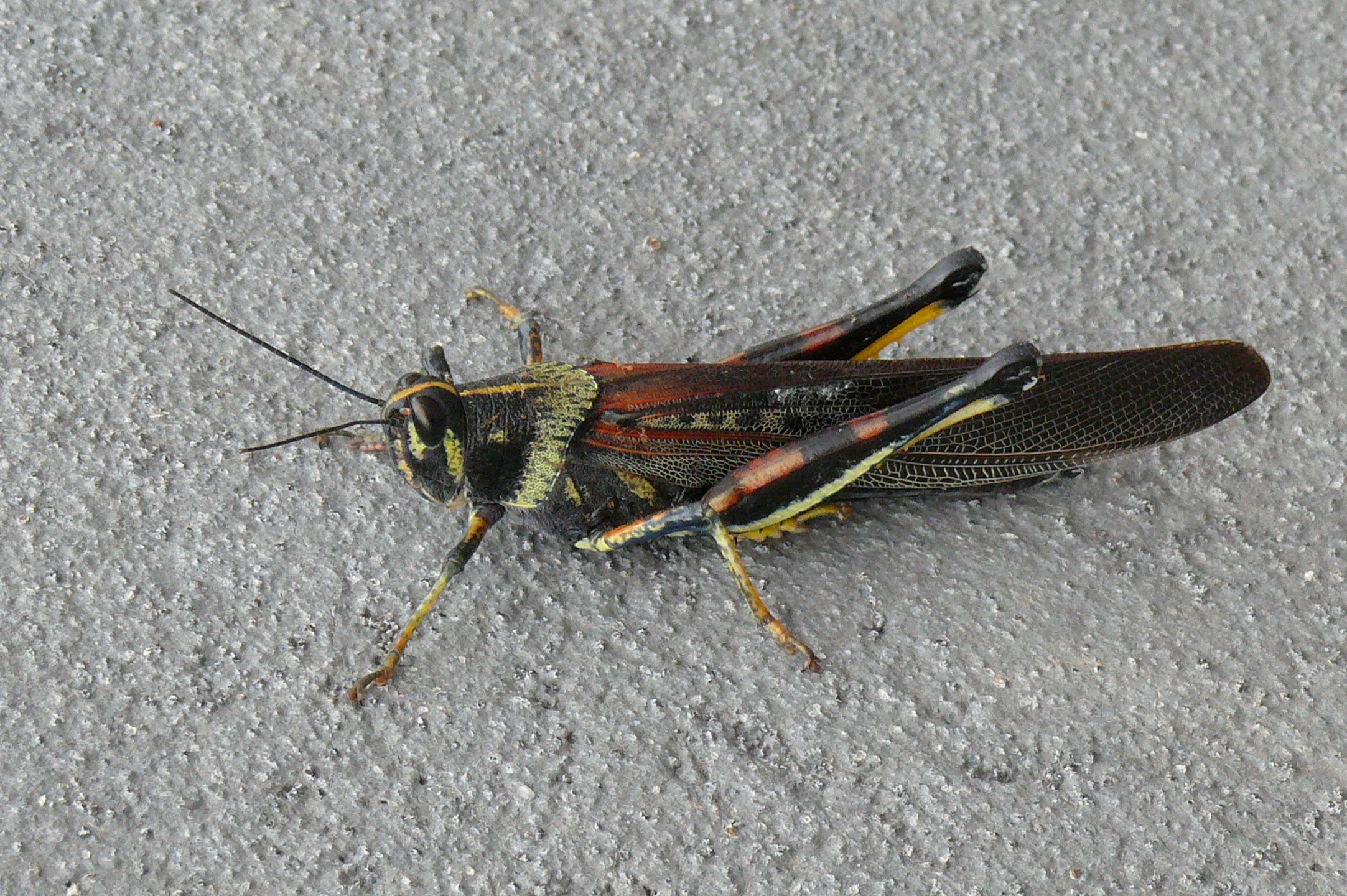
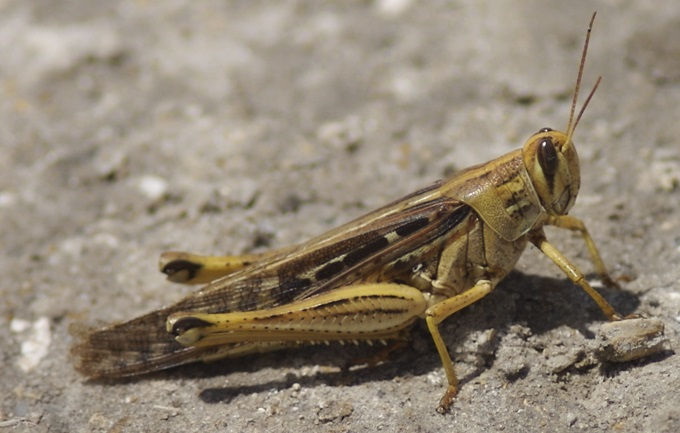
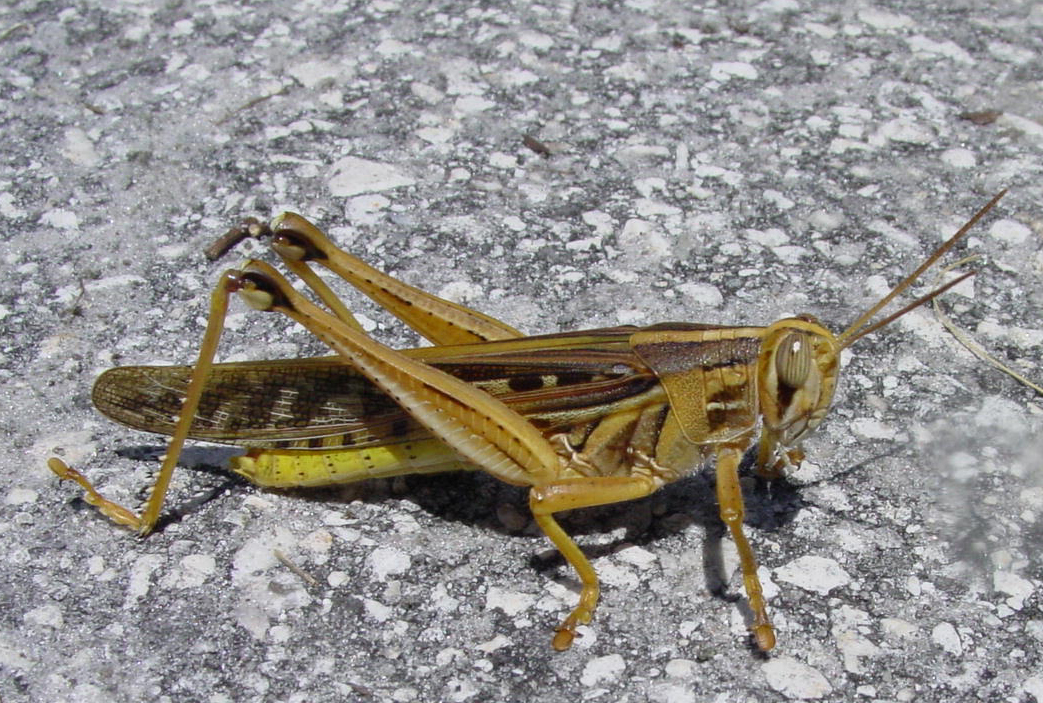
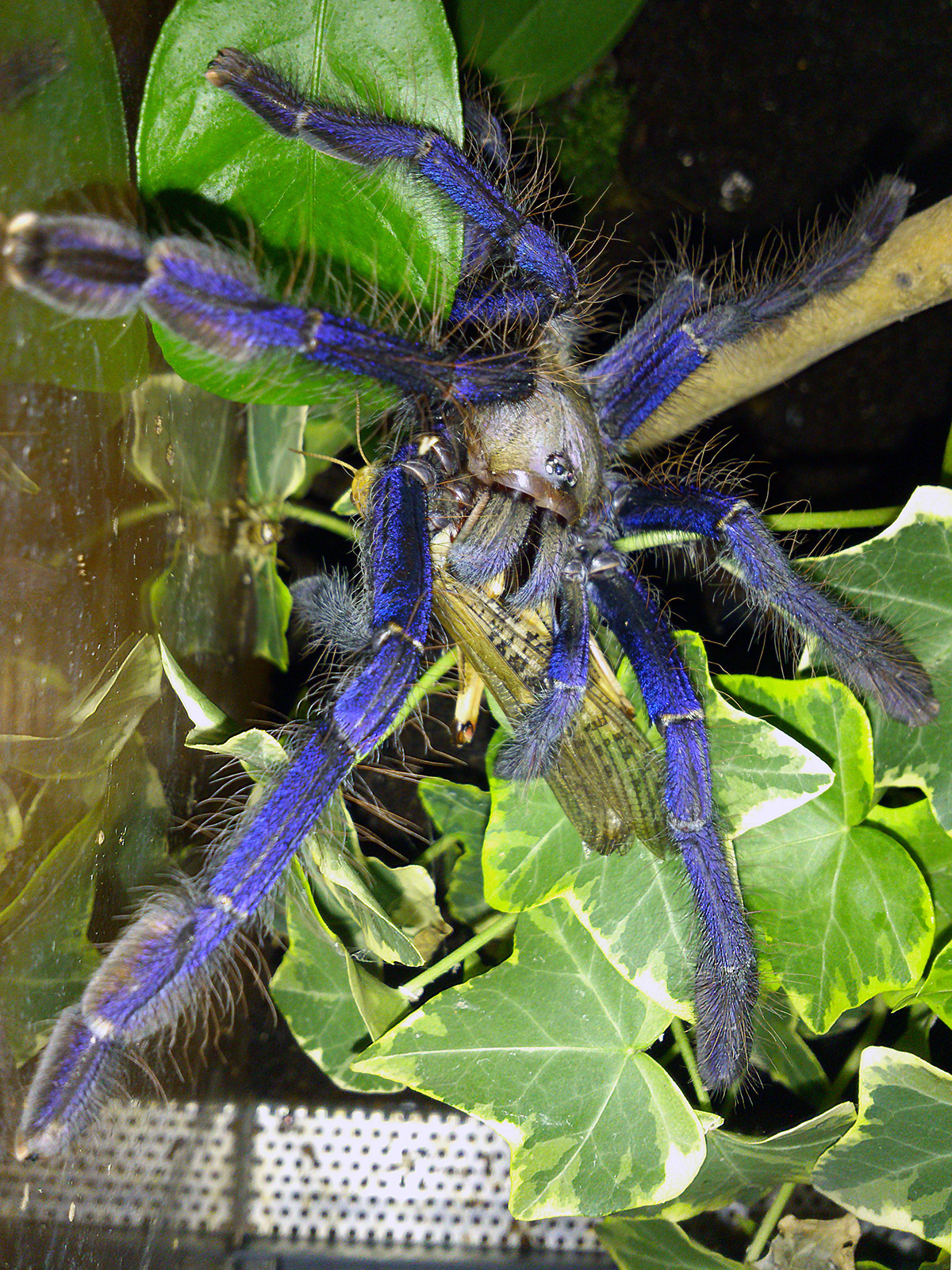

## Dottertaxa tillSchistocerca, i alfabetisk ordning[1]
- Schistocerca albolineata
- Schistocerca alutacea
- Schistocerca americana
- Schistocerca andeana
- Schistocerca beckeri
- Schistocerca bivittata
- Schistocerca braziliensis
- Schistocerca brevis
- Schistocerca camerata
- Schistocerca cancellata
- Schistocerca carneipes
- Schistocerca centralis
- Schistocerca ceratiola
- Schistocerca cohni
- Schistocerca damnifica
- Schistocerca diversipes
- Schistocerca flavofasciata
- Schistocerca gorgona
- Schistocerca gregaria
- Schistocerca impleta
- Schistocerca interrita
- Schistocerca lineata
- Schistocerca literosa
- Schistocerca magnifica
- Schistocerca matogrosso
- Schistocerca melanocera
- Schistocerca nitens
- Schistocerca obscura
- Schistocerca orinoco
- Schistocerca pallens
- Schistocerca piceifrons
- Schistocerca quisqueya
- Schistocerca rubiginosa
- Schistocerca serialis
- Schistocerca shoshone
- Schistocerca socorro
- Schistocerca subspurcata